# 大島知美
大島 知美（おおしま ともみ、1955年2月5日 - ）は、日本の篤農家。農業生産法人株式会社ごはん代表取締役。新潟県農産物検査員。元津南町議会議員。有機栽培、特別栽培、特に、大島式微生物有機農法による、有機栽培・特別栽培の魚沼産コシヒカリ栽培に特化し、大豆の不可能とされる連作を10年以上連作を継続、また、幻のもち米と言われる、しめはりもち米を復興させ、また、新潟県早稲の品種である、こがねもち米の普及につとめ、令和元年からはフランスをはじめとした海外への日本産米・新潟県産米の普及に尽力するなど、その他農産物の農業技術改革と、自社においては津張屋などの高品質なオーガニック製品によるブランド化による販売力で、6次産業の先駆者として津南および新潟県の地域ブランド確立に尽力している。

## 人物
1955年2月5日、新潟県中魚沼郡津南町の300年以上続く農家（田んぼの枚数では魚沼一）の長男に生まれる。1973年、新潟県立興農館高等学校を卒業後、就農。1983年、米国農業の視察。1991年9月2日、株式会社ごはんを設立。2005年9月30日、「自走式除草機」の特許出願。2007年10月28日、津南町議会議員選挙に当選。2009年3月19日、『やわらかもち』が関東経済産業局「地域産業資源活用事業計画」の第7号に認定。2011年7月19日、六次産業化・地産地消法に基づく事業計画の認定（平成23年度第1回認定）。2014年3月、魚沼津張屋『COREDO室町店』を出店（日本橋）。2015年3月19日、新潟インキュベーションファンド1号の投資先。2017年7月5日、新潟県経営革新計画に認定

## 出演番組
- もしもツアーズ（2014年3月29日）
- NNNドキュメント『海を渡るコメ農家 アジアの胃袋を狙え』（2012年10月22日）[9][10][11]
- QVCジャパン・ショップチャンネルに１２年連続出演（大島社長のこがねもち）
- BSN新潟放送 報道番組「ゆうナビ」出演（2020年4月）今年の少雪における、魚沼産コシヒカリ栽培への影響について
- 日本テレビ・報道番組「news every」、「日テレNEWS24」に、リモート出演（2020年5月22日）　新型コロナ禍の影響による、魚沼産コシヒカリの販売への影響と在庫について
- BSN新潟放送 報道番組「ゆうナビ」出演（2020年5月25日）魚沼コシヒカリの田植え 少雪・水不足の影響は？